# Кобелячківська сільська рада
Кобеля́чківська сільська́ ра́да — колишній орган місцевого самоврядування в Кременчуцькому районі Полтавської області з центром у селі Кобелячок.

## Населені пункти
1. село Кобелячок
2. село Малики

## Влада
Загальний склад ради — 15
Сільські голови
- Черепаха Таїсія Михайлівна

31.10.2016 - зараз
31.10.2012 - 31.10.2016
- Корецький Микола Анатолійович

31.10.2010 — 31.10.2012
30.11.2008 — 31.10.2010
- Романюха Анатолій Дмитрович

23.10.2006 — 30.11.2008
Секретарі сільської ради
- Даценко Вікторія Вікторівна

31.10.2010 — 31.10.2016
26.03.2006 — 31.10.2010
Голови постійної комісії сільської ради
- Даценко Наталія Григорівна

26.03.2006 — 31.10.2010
- Журба Марія Миколаївна

26.03.2006 — 31.10.2010
- Орел Лідія Іванівна

26.03.2006 — 31.10.2010
- Удовицький Юрій Анатолійович

26.03.2006 — 31.10.2010
- Черепаха Таісія Михайлівна

26.03.2006 — 31.10.2010
Склад сільської ради 2010 року скликання
| Ім'я                            | Рік народження | Партійність                       | Дата обрання | Дата звільнення |
| ------------------------------- | -------------- | --------------------------------- | ------------ | --------------- |
| Гришко Анатолій Борисович       | 1960           | член Комуністичної партії України | 31.10.2010   |                 |
| Гришко Наталія Володимирівна    | 1963           | член Партії регіонів              | 31.10.2010   |                 |
| Даценко Наталія Григорівна      | 1960           | член Комуністичної партії України | 31.10.2010   |                 |
| Дудник Катерина Анатоліївна     | 1958           | член Партії регіонів              | 31.10.2010   |                 |
| Журба Марія Миколаївна          | 1952           | член Комуністичної партії України | 31.10.2010   |                 |
| Журба Олександр Володимирович   | 1967           | член Партії регіонів              | 31.10.2010   |                 |
| Лісова Наталія Володимирівна    | 1969           | член Партії регіонів              | 31.10.2010   |                 |
| Мироненко Діана Миколаївна      | 1988           | член Партії регіонів              | 31.10.2010   |                 |
| Осіпов Олександр Васильович     | 1966           | член Партії регіонів              | 31.10.2010   |                 |
| Пальчик Оксана Михайлівна       | 1970           | член Партії регіонів              | 31.10.2010   |                 |
| Прокопенко Григорій Олексійович | 1962           | член Партії регіонів              | 31.10.2010   |                 |
| Удовицька Валентина Іванівна    | 1951           | позапартійна                      | 31.10.2010   |                 |
| Удовицький Юрій Анатолійович    | 1961           | безпартійний                      | 31.10.2010   |                 |
| Шуба Олексій Вікторович         | 1981           | безпартійний                      | 31.10.2010   |                 |

Склад сільської ради 2006 року скликання
| Ім'я                           | Рік народження | Партійність  | Дата обрання | Дата звільнення |
| ------------------------------ | -------------- | ------------ | ------------ | --------------- |
| Білецька Наталія Миколаївна    | 1977           |              | 26.03.2006   | 31.10.2010      |
| Бровко Володимир Володимирович | 1951           | безпартійний | 26.03.2006   | 31.10.2010      |
| Гошкодеря Веруна Василівна     | 1959           | позапартійна | 26.03.2006   | 31.10.2010      |
| Гришко Анатолій Борисович      | 1960           | безпартійний | 26.03.2006   | 31.10.2010      |
| Пальчик Оксана Михайлівна      | 1970           | безпартійний | 26.03.2006   | 31.10.2010      |
| Пісковий Анатолій Петрович     | 1962           | безпартійний | 26.03.2006   | 31.10.2010      |
| Прохор Григорій Іванович       | 1963           | безпартійний | 26.03.2006   | 31.10.2010      |
| Романюха Анатолій Дмитрович    | 1948           | безпартійний | 26.03.2006   | 01.02.2008      |
| Сметанко Ірина Олександрівна   | 1966           | позапартійна | 26.03.2006   | 31.10.2010      |
| Шуба Валентина Олександрівна   | 1957           |              | 26.03.2006   | 31.10.2010      |